# Dream Evil
Dream Evil švedski je heavy/power metal sastav koji je 1999. godine u Göteborgu osnovao glazbeni producent Fredrik Nordström.

## Članovi
Trenutačna postava
- Pete Pain – bas-gitara (1999. – 2005., 2005. – danas)
- Ritchie Rainbow – ritam-gitara, klavijature (1999. – danas)
- Nick Night – vokali (1999. – 2005., 2005. – danas)
- Mark Black – sologitara (2004. – 2007.,2013. – danas)
- Sir N – bubnjevi (2019. – danas)

Bivši članovi
- Gus G – sologitara (1999. – 2004.)
- Snowy Shaw – bubnjevi (2002. – 2006.)
- Tommy Larsson – bas-gitara (2005.)
- Jake E. Berg – vokali (2005.)
- Pat Power – bubnjevi (2006. – 2019.)
- Dannee Demon – sologitara (2007. – 2013.)

## Diskografija
Studijski albumi
- Dragonslayer (2002.)
- Evilized (2003.)
- The Book of Heavy Metal (2004.)
- United (2006.)
- In the Night (2010.)
- Six (2017.)

EP-ovi
- Children of the Night (2003.)
- The First Chapter (2004.)

Koncertni albumi
- Gold Metal in Metal (2008.)